# دهستان مورچه خورت
دهستان مورچه خورت، یکی از دهستان‌های بخش مرکزی شهرستان شاهین‌شهر در استان اصفهان ایران است. مرکز این دهستان، روستای مورچه خورت است.

## جمعیت
بر پایه سرشماری عمومی نفوس و مسکن در سال ۱۳۹۵، جمعیت دهستان مورچه خورت برابر با ۲٬۱۹۸ نفر بوده است.